# دانشگاه نوادا (لاس وگاس)
دانشگاه نوادا در لاس وگاس (به انگلیسی: University of Nevada, Las Vegas) یک دانشگاه تحقیقاتی دولتی در لاس وگاس واقع در ایالت نوادا آمریکا است که در سال ۱۹۵۷ میلادی تأسیس شده‌است.